# Diecezja Bossangoa
Diecezja Bossangoa – (łac. Dioecesis Bossangoensis) diecezja rzymskokatolicka w Republice Środkowoafrykańskiej. 9 lutego 1959 roku została erygowana prefektura apostolska z wydzielonego terytorium diecezji Berbérati. 16 stycznia 1964 roku prefektura została przemianowana na diecezję.

## Główne świątynie
- Katedra: Katedra św. Antoniego z Padwy w Bossangoa

## Biskupi diecezjalni
Prefekci apostolscy.
1959–1964. Bp Léon-Toussaint-Jean-Clément Chambon OFMCap.
Biskupi diecezjalni.
1964–1978. Bp Léon-Toussaint-Jean-Clément Chambon OFMCap.
1978–1995. Bp Sergio Adolfo Govi OFMCap.
1995–2003. Abp Paulin Pomodimo
2004–2009. Bp François-Xavier Yombandje
2012– nadal Bp Nestor-Désiré Nongo-Aziagbia SMA